# Kings and Queens (chanson d'Aerosmith)
Pour les articles homonymes, voir Kings and Queens.
Singles de Aerosmith
Draw the Line
(1977) Get It Up
(1978)
Kings and Queens est une chanson du groupe de hard rock américain Aerosmith issue de l'album Draw the Line. La face-b du vinyle est une reprise des Beatles, Come Together. Le single fut publié pour prouvoir le film Sgt. Pepper's Lonely Hearts Club Band sorti en 1978 et sa bande originale.
Kings and Queens se classa le 1er avril 1978 à la 70e position au Billboard Hot 100 et à la 76e position au Canada le 29 avril 1978.

## Composition du groupe
- Steven Tyler - chants
- Joe Perry - guitare solo
- Brad Whitford - guitare rythmique
- Tom Hamilton - basse
- Joey Kramer - batterie, percussions